# Barbara Czarnowieska

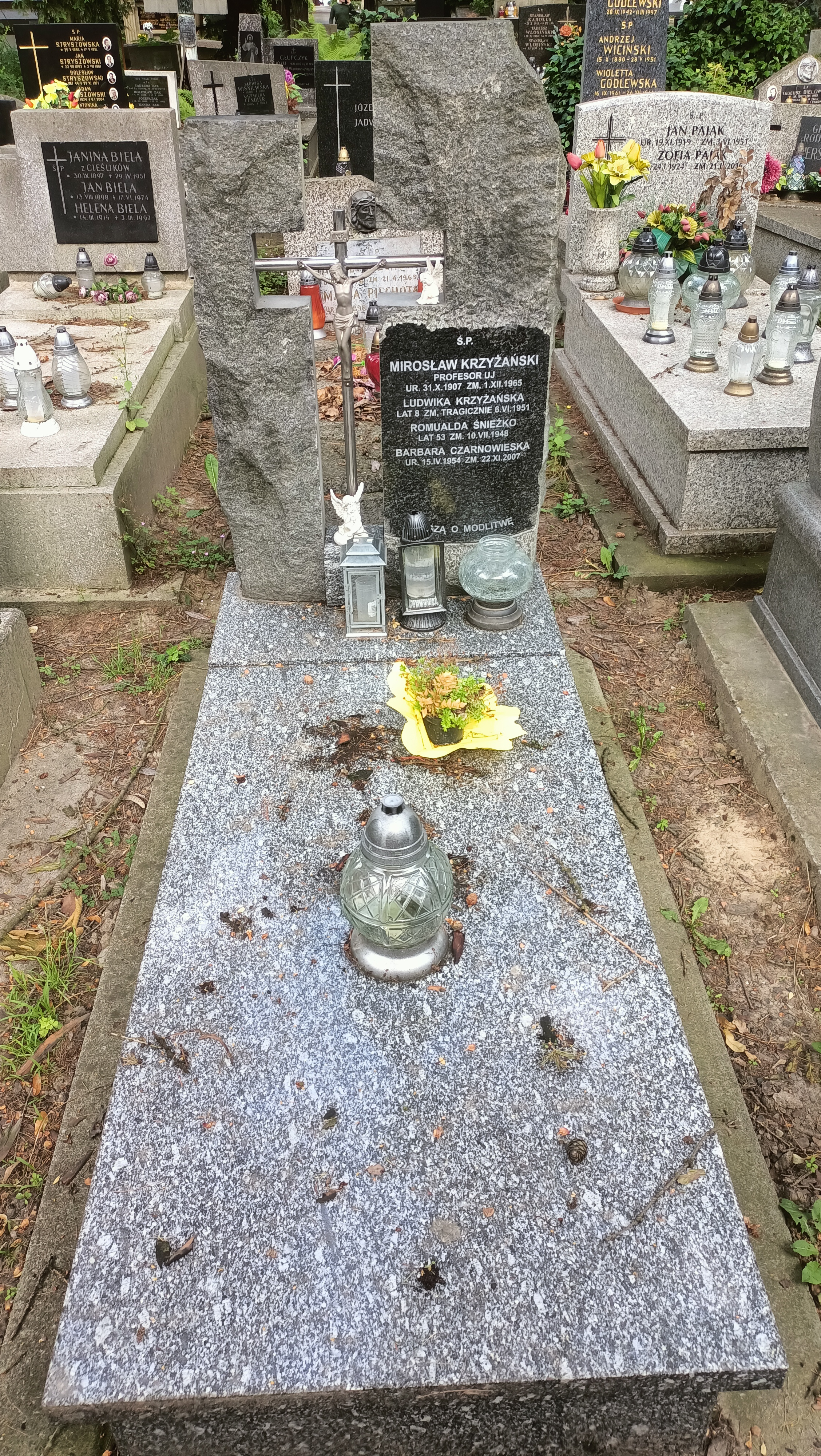
Grób Barbary Czarnowieskiej na cmentarzu rakowickim w Krakowie

Barbara Miriam Krzyżańska–Czarnowieska (ur. 15 kwietnia 1954 w Krakowie, zm. 22 listopada 2007 w Antioch) – polska filolog, poetka, tłumaczka oraz blogerka.

## Życiorys
Absolwentka V Liceum Ogólnokształcącego im. Augusta Witkowskiego w Krakowie oraz filologii polskiej na Uniwersytecie Jagiellońskim. W latach 1988–1992 odbyła studia doktoranckie na Narodowym Uniwersytecie im. Tarasa Szewczenki w Kijowie.
W 1992 na stałe wyemigrowała do Stanów Zjednoczonych, gdzie zadebiutowała w Polonii kalifornijskiej wierszem Mówimy taniec. Była autorką zbioru poezji Modlitwa na odjazd z Krakowa (2002) oraz książki Pokonać raka (2008).
Krzyżańska-Czarnowieska była prapraprawnuczką polsko-białoruskiego pisarza Wincentego Dunina-Marcinkiewicza (1808–1884), którego farsę z 1866 roku, zatytułowaną Pińska szlachta, przełożyła na polski. Polska prapremiera dramatu w jej przekładzie miała miejsce na deskach warszawskiego Teatru Rampa na Targówku we wrześniu 2010 roku.
W 1999 zdiagnozowano u niej nowotwór. Przebieg choroby opisywała w internetowym pamiętniku. W 2005 otrzymała Nagrodę Internautów w konkursie Blog Roku portalu internetowego Onet.pl za blog Pokonać raka. W 2007 podjęła decyzję o zaprzestaniu chemioterapii, planowała powrót do Polski.
Zmarła 22 listopada 2007 w Antioch w hrabstwie Lake, została pochowana na cmentarzu Rakowickim w Krakowie.